# Luís I da Hungria
Luís I, dito o Grande (em húngaro: Nagy Lajos; Visegrád, 5 de março de 1326 — Trnava, 10 de setembro de 1382) foi rei da Hungria e da Croácia a partir de 1342 e Rei da Polônia a partir de 1370. Ele foi o primeiro filho de Carlos I da Hungria e sua esposa, Isabel da Polônia, a sobreviver à infância. Um tratado de 1338 entre seu pai e Casimiro III da Polônia, tio materno de Luís, confirmou o direito de Luís de herdar o Reino da Polônia se seu tio morresse sem um filho. Em troca, Luís foi obrigado a ajudar seu tio a reocupar as terras que a Polônia havia perdido nas décadas anteriores. Ele carregou o título de duque da Transilvânia entre 1339 e 1342, mas não administrou a província.
Luís tinha a maioridade quando sucedeu ao pai em 1342, mas sua mãe profundamente religiosa exerceu uma influência poderosa sobre ele. Ele herdou um reino centralizado e um rico tesouro de seu pai. Durante os primeiros anos de seu reinado, Luís lançou uma cruzada contra os lituanos e restaurou o poder real na Croácia. Suas tropas derrotaram um exército tártaro, expandindo sua autoridade em direção ao Mar Negro. Quando seu irmão, André, duque da Calábria, marido da rainha Joana I de Nápoles, foi assassinado em 1345, Luís acusou a rainha de seu assassinato e puni-la tornou-se o principal objetivo de sua política externa. Ele lançou duas campanhas contra o Reino de Nápoles entre 1347 e 1350. Suas tropas ocuparam grandes territórios em ambas as ocasiões, e Luís adotou os estilos de soberanos napolitanos (incluindo o título de Rei da Sicília e Jerusalém), mas a Santa Sé nunca reconheceu sua pretensão. Os atos arbitrários e atrocidades cometidos por seus mercenários tornaram seu governo impopular no sul da Itália. Ele retirou todas as suas tropas do Reino de Nápoles em 1351.
Como seu pai, Luís administrou a Hungria com poder absoluto e usou prerrogativas reais para conceder privilégios a seus cortesãos. No entanto, ele também confirmou as liberdades da nobreza húngara na Dieta de 1351, enfatizando o status igual de todos os nobres. Na mesma Dieta, ele introduziu um sistema de vinculação e um aluguel uniforme pagável pelos camponeses aos proprietários de terras, e confirmou o direito à livre circulação para todos os camponeses. Ele travou guerras contra os lituanos, a Sérvia e a Horda de Ouro na década de 1350, restaurando a autoridade dos monarcas húngaros sobre os territórios ao longo das fronteiras que haviam sido perdidos nas décadas anteriores. Ele forçou a República de Veneza a renunciar às cidades da Dalmácia em 1358. Ele também fez várias tentativas de expandir sua suserania sobre os governantes da Bósnia, Moldávia, Valáquia e partes da Bulgária e Sérvia. Esses governantes às vezes estavam dispostos a ceder a ele, sob coação ou na esperança de apoio contra seus oponentes internos, mas o governo de Luís nessas regiões foi apenas nominal durante a maior parte de seu reinado. Suas tentativas de converter seus súditos pagãos ou ortodoxos ao catolicismo o tornaram impopular nos estados balcânicos. Luís fundou uma universidade em Pécs em 1367, mas foi fechada em duas décadas porque ele não conseguiu receitas suficientes para mantê-la.
Luís herdou a Polônia após a morte de seu tio em 1370. Como não tinha filhos, ele queria que seus súditos reconhecessem o direito de suas filhas de sucedê-lo na Hungria e na Polônia. Para este propósito, ele emitiu o Privilégio de Koszyce em 1374 explicando as liberdades dos nobres poloneses. No entanto, seu governo permaneceu impopular na Polônia. Na Hungria, ele autorizou as cidades livres reais a delegar jurados ao tribunal superior para ouvir seus casos e criou um novo tribunal superior. Sofrendo de uma doença de pele, Luís tornou-se ainda mais religioso nos últimos anos de sua vida. No início do Cisma do Ocidente, ele reconheceu Urbano VI como o papa legítimo. Depois que Urbano depôs Joana e colocou o parente de Luís, Carlos de Durazzo, no trono de Nápoles, Luís ajudou Carlos a ocupar o reino. Na historiografia húngara, Luís foi considerado durante séculos como o monarca húngaro mais poderoso que governou um império "cujas margens eram banhadas por três mares".

## Primeiros anos

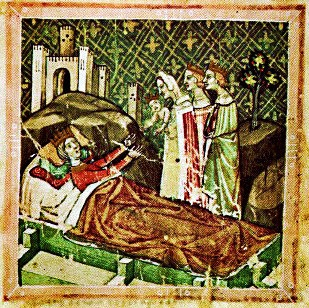
O nascimento de Luís retratado no Illuminated Chronicle

Nascido em 5 de março de 1326, Luís era o terceiro filho de Carlos I da Hungria e de sua esposa, Isabel da Polônia. Ele foi nomeado em homenagem ao tio de seu pai, Luís, bispo de Toulouse, canonizado em 1317. O filho primogênito de seus pais, Carlos, morreu antes de Luís nascer. Luís se tornou herdeiro de seu pai após a morte de seu irmão Ladislau em 1329.
Ele teve uma educação liberal para os padrões de sua idade e aprendeu francês, alemão e latim. Ele mostrou um interesse especial em história e astrologia. Um clérigo de Wrocław, Nicolau, ensinou-lhe os princípios básicos da fé cristã. No entanto, o zelo religioso de Luís foi devido à influência de sua mãe. Em uma carta real, Luís lembrou que em sua infância, um cavaleiro da corte real, Pedro Poháros, freqüentemente o carregava em seus ombros. Seus dois tutores, Nicholas Drugeth e Nicholas Knesich, salvaram a vida de Luís e de seu irmão mais novo, André, quando Felician Záh tentou assassinar a família real em Visegrád em 17 de abril de 1330.
Luís tinha apenas nove anos quando selou um tratado de aliança entre seu pai e João da Boêmia. Um ano depois, Luís acompanhou seu pai na invasão da Áustria. Em 1º de março de 1338, o filho e herdeiro de João da Boêmia, Carlos, Margrave da Morávia, assinou um novo tratado com Carlos I da Hungria e Luís em Visegrád. De acordo com o tratado, Carlos da Morávia reconheceu o direito dos filhos de Carlos I de suceder seu tio materno, Casimiro III da Polônia, se Casimiro morresse sem um filho masculino. Luís também prometeu que se casaria com a filha de três anos do margrave, Margarida.
A primeira esposa de Casimiro III, Aldona da Lituânia, morreu em 26 de maio de 1339. Dois importantes nobres poloneses - Zbigniew, chanceler da Cracóvia e Spycimir Leliwita - persuadiram Casimiro, que não era pai de um filho, a tornar sua irmã, Elizabeth, e sua descendência seus herdeiros. De acordo com Jan Długosz (século XV), Casimiro realizou um sejm geral na Cracóvia onde "os prelados e nobres reunidos" proclamaram Luís como herdeiro de Casimiro, mas a referência ao sejm é anacrônica. O historiador Paul W. Knoll escreve que Casimiro preferia a família de sua irmã a suas próprias filhas ou a um membro de um ramo cadete da dinastia Piast, porque ele queria garantir o apoio do rei da Hungria contra os Cavaleiros Teutônicos. O pai e o tio de Luís assinaram um tratado em Visegrád em julho pelo qual Casimiro III tornava Luís seu herdeiro se ele morresse sem um filho. Em troca, Carlos I prometeu que Luís iria reocupar a Pomerânia e outras terras polonesas perdidas para a Ordem Teutônica sem fundos poloneses e só empregaria poloneses na administração real na Polônia.
Luís recebeu o título de duque da Transilvânia de seu pai em 1339, mas não administrou a província. De acordo com uma carta real do mesmo ano, a noiva de Luís, Margarida da Boêmia, vivia na corte real húngara. A corte ducal separada de Luís foi mencionada pela primeira vez em uma carta real de 1340.